# Łęki Strzyżowskie
Łęki Strzyżowskie – wieś w Polsce położona w województwie podkarpackim, w powiecie krośnieńskim, w gminie Wojaszówka.
| SIMC    | Nazwa        | Rodzaj    |
| ------- | ------------ | --------- |
| 0362039 | Bartne       | część wsi |
| 0362045 | Górka        | część wsi |
| 0362051 | Podlesie     | część wsi |
| 0362068 | Podźwierznik | część wsi |
| 0362074 | Zarzecze     | część wsi |

W latach 1954–1961 wieś należała i była siedzibą władz gromady Łęki Strzyżowskie, po jej zniesieniu w gromadzie Wojaszówka. W latach 1975–1998 miejscowość administracyjnie należała do województwa krośnieńskiego.
Miejscowość jest siedzibą parafii Podwyższenia Krzyża Świętego, należącej do dekanatu Frysztak, diecezji rzeszowskiej.

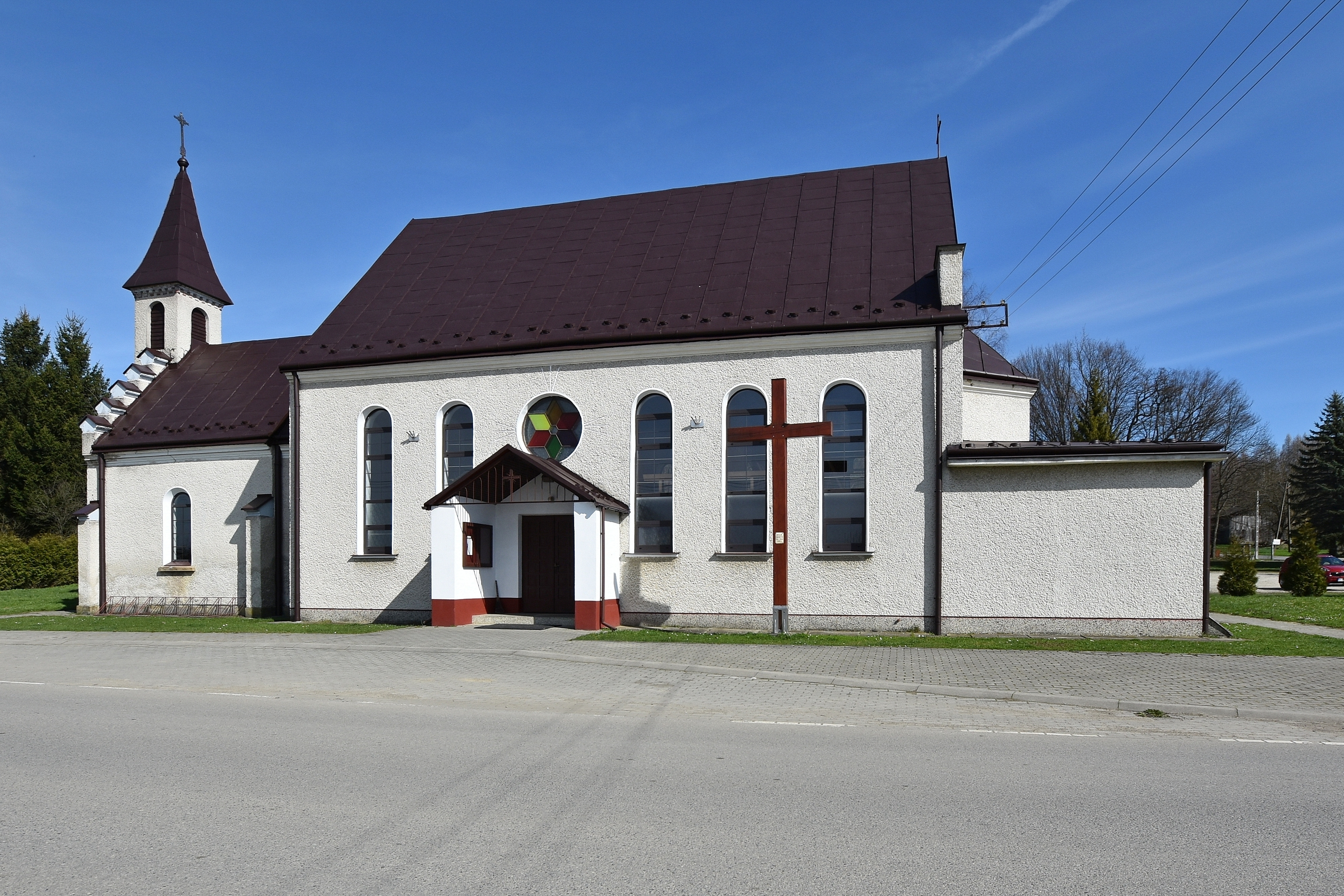
Kościół parafialny
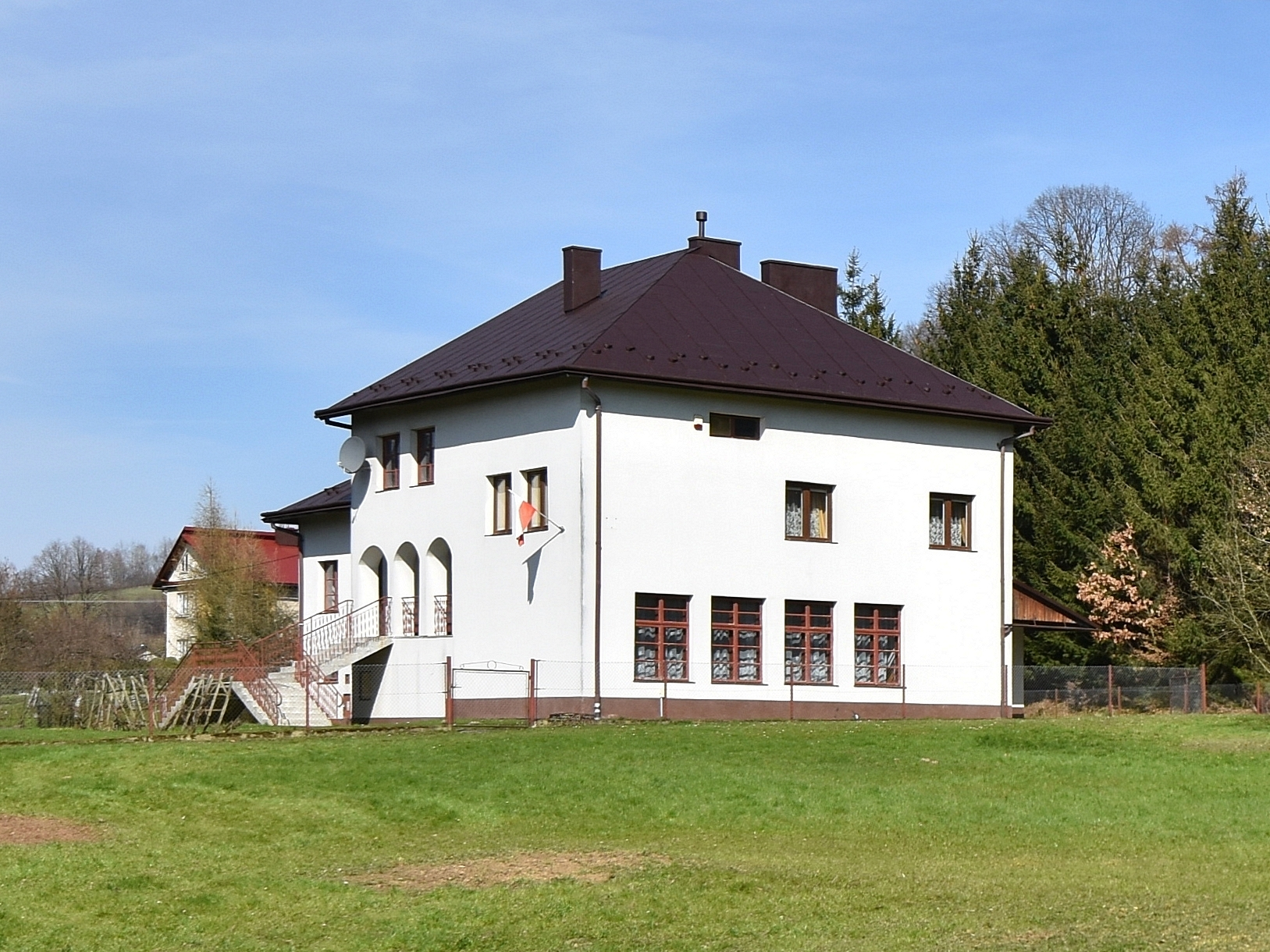
Plebania
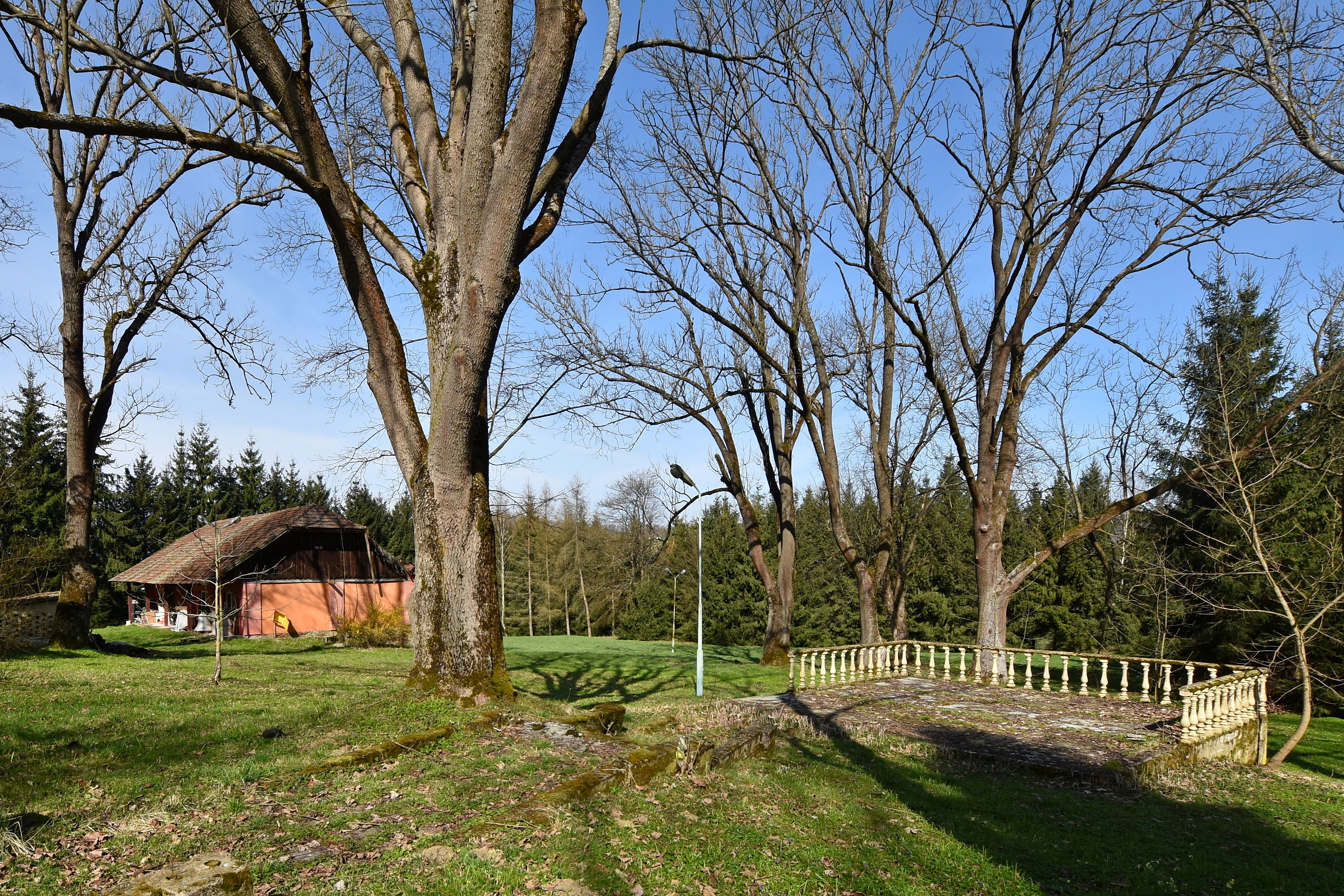
Park dworski